# Devawongse Varopakar

Prinz Devawongse (links) mit seinen Halbbrüdern, König Chulalongkorn (Mitte) und Innenminister Prinz Damrong (rechts)

Prinz Devawongse Varopakar (Thai: สมเด็จพระเจ้าบรมวงศ์เธอ กรมพระยาเทวะวงศ์วโรปการ, RTGS: Somdet Phrachao Borommawongthoe Krom Phraya Thewawong Waropakan, Aussprache: [tʰeːwáʔwoŋ wáʔroːpàʔkaːn]; * 27. Juni 1858 in Bangkok, Siam (heute: Thailand); † 27. Juni 1923 ebenda) war ein Mitglied des siamesischen Königshauses und von 1885 bis 1923 Außenminister unter den Königen Chulalongkorn und Vajiravudh.

## Biografie
Prinz Devawongse wurde als 42. Kind von König Rama IV. (Mongkut) geboren und erhielt zusammen mit seinem Halbbruder und späteren König Chulalongkorn und den weiteren Geschwistern durch Anna Leonowens Unterricht in englischer Sprache. Nach einer weiteren Ausbildung Anfang der 1870er Jahre wurde er von seinem Halbbruder König Chulalongkorn zum Mitarbeiter in dessen persönlichem Sekretariat berufen.
Am 12. Juni 1885 ernannte ihn König Chulalongkorn schließlich zum Außenminister und er behielt dieses Amt auch unter dessen Nachfolger Vajiravudh bis zu seinem Tod. Er modernisierte das Ministerium nach westlichem Vorbild.
Als Außenminister trug er maßgeblich zur Neugestaltung der Außenpolitik Chulalangkorns bei, die eine Öffnung zum Westen beinhaltete, zu längeren Auslandsreisen des Königs nach Europa führte und damit letztlich zu einer Modernisierung des Landes. Dabei arbeitete er neben König Chulalongkorn eng mit dem belgischen Juristen, Politiker und Diplomaten Gustave Rolin-Jaequemyns ab 1892 zusammen.
Eine seiner ersten Auslandsreisen unternahm er 1887 in die USA.
Auch unter Vajirawudh näherte sich Siam Europa weiter an. Im Ersten Weltkrieg unterstützte Siam die Triple Entente zwischen dem Vereinigten Königreich, Frankreich und Russland mit 2.000 Elitesoldaten. Dafür erhielt das Land einen Sitz im Völkerbund.

## Institute of Foreign Affairs
Das thailändische Institut für Auslandsbeziehungen, das vom Außenministerium geführt wird, trägt den Namen des früheren Ministers.